# Бобровников, Василий Валентинович
Василий Валентинович Бобровников (укр. Василь Валентинович Бобровников, родился 8 ноября 1971 в Киеве) — украинский хоккеист, игравший на позиции центрального нападающего. Заслуженный работник физической культуры и спорта Украины (2008).

## Биография
Воспитанник киевского хоккея. Играл на позиции центрального нападающего.
Выступал за четыре киевские команды: ШВСМ, «Сокол», «Беркут» и АТЕК. В России играл за казанский «Ак Барс» и нижегородское «Торпедо».
На клубном уровне в официальных турнирах СССР, Украины, Белоруссии, России, ВЕХЛ и европейских турнирах провёл 806 матчей, забросил 202 шайбы и отдал 672 результативные передачи.
В составе сборной Украины сыграл 182 матча, выступал на Олимпиаде в Солт-Лейк-Сити. Выступал на всех чемпионатах мира с 1993 по 2007 годы. Сыграл на Зимней Универсиаде 1999 года, где сборная Украины стала чемпионом.
В 2004 году окончил Национальный университет физического воспитания и спорта Украины. В 2009 году высшую школу тренеров по хоккею им. Н. Г. Пучкова.
После завершения карьеры в 2009—2011 годах работал тренером в киевском «Соколе».
В октябре 2017 года у Бобровникова было обнаружено онкологическое заболевание.

## Титулы
- Чемпион зимней Универсиады 1999
- Чемпион Восточноевропейской хоккейной лиги: 1998, 1999, 2001
- Чемпион Украины: 1993, 1995, 1997, 1998, 1999, 2001, 2003, 2004, 2005, 2006, 2007, 2008
- Победитель Кубка ВЕХЛ: 1998, 1999, 2001
- Победитель Кубка Украины: 2007
- Участник матча «Всех звёзд» ВЕХЛ: 2001, 2002, 2003, 2004
- Участник матча «Всех звёзд» Чемпионата Белоруссии: 2005
- Лучший нападающий чемпионата ВЕХЛ: 2000